# Списък на известните личности (Ивреа)
Това е списък на известните личности, родени, починали или свързани с град Ивреа, Северна Италия.

## Родени в Ивреа
- Гауденций от Новара (Gaudenzio di Novara, 327 – 3 август 418 в Новара) – първи епископ на Новара, светец на Римокатолическата църква, закрилник на града и епархията на Новара
- Вармонд Арборийски (Warmondo/Varmondo Arborio, ок. 903 - ок. 1011 в Новара) – италиански епископ от благородническия род Арборио, епископ на Ивреа (965/968 – 1011), блажен на Католическата църква
- Франческо Молино (Francesco Molino, 4 юни 1768 – 1847 в Париж) – италиански китарист и композитор
- Филиберто Авогадро ди Колобиано (Filiberto Avogadro di Collobiano, 25 май 1797 – 5 юни 1868 в Торино) – италиански политик, сенатор на Кралство Сардиния (10 май 1848 – 5 юни 1868)
- Микеле Наполеоне Алеманди (Michele Napoleone Allemandi, 1807 – 1858 в Базилея) – италиански патриот и генерал
- Пиетро Фумел (Pietro Fumel, 1 януари 1821 – 11 август 1886 в Милано) – италиански военен от армията на Кралство Сардиния и Кралство Италия
- Луиджи Киала (Luigi Chiala, 29 юни 1834 – 27 април 1904 в Рим) – италиански политик, сенатор на Кралство Италия
- Джузепе Рива (Giuseppe Riva, 4 ноември 1834 – 10 ноември 1916 пак там) – италиански художник, известен с исторически картини, пейзажи и портрети
- Камило Оливети (Camillo Olivetti, 13 август 1868 – 4 декември в 1943 в Биела) – италиански инженер и предприемач, основател на компанията Оливети
- Умберто Бароци (Umberto Barozzi, 13 август 1881 – 13 юли 1929 в Новара) – италиански спринтьор
- Джузепе Фиета (Giuseppe Fietta, 6 ноември 1883 – 1 октомври 1960 пак там) – италиански кардинал
- Карло Фрегулия (Carlo Freguglia, 18 април 1890 – 28 август 1917 в Флондар) – италиански военен със златен медал за военна почест в Първата световна война
- Биаджо Годжо, нар. Джино (Biagio Goggio detto Gino, 1 януари 1892 – 28 юли 1915 в Монфалконе) – италиански футболист, полузащитник
- Филипо Шелцо (Filippo Scelzo, 19 април 1900 – 3 октомври 1980 в Пели, Генуа) – италиански театрален, кино-, телевизионен и радиоактьор
- Адриано Оливети (Adriano Olivetti, 11 април 1901 – 27 февруари 1960 в Егл, Швейцария) – италиански бизнесмен, инженер и политик, син на Камило Оливети и на Луиза Ревел, човек с изключително значение в историята на Италия след Втората световна война
- Масимо Оливети (Massimo Olivetti, 26 февруари 1902 – 20 февруари 1949 пак там) – италиански предприемач, син на Камило Оливети
- Натале Капеларо (Natale Capellaro, 22 декември 1902 – 26 февруари 1977 в Торино) – италиански инженер, конструктор на машини за механично изчисляване и пишещи машини
- Бруна Морети (Bruna Moretti, 3 септември 1904 – 1 януари 1989 в Милано) – италианска илюстраторка, художничка, график и карикатуристка
- Серджо Пулиезе (Sergio Pugliese, 7 октомври 1908 – 5 декември 1965 в Рим) – драматург, журналист, 1-ви директор на тв програми на RAI
- Северино (Северин) Кавери (Severino Caveri, 29 май 1908 – 19 декември 1977) – италиански политик, един от основателите на Union Valdôtaine и 2-ри постоянен председател на Регионалната комисия на Вале д'Аоста, национален депутат (1958 – 1963)
- Джовани Джето (Giovanni Getto, 14 юни 1913 – 9 юни 2002 в Бруино) – италиански литературен критик и професор
- Лучано Перели (Luciano Perelli, 1916 – 25 юли 1994 в Сампейре) – италиански латинист, преподавател и историк
- Джино Пистони (Gino Pistoni, 25 февруари 1924 – 25 юли 1944 в Тур д'Ерера) – италиански партизанин, убит в Съпротивата
- Роберто Лейди (Roberto Leydi, 21 февруари 1928 – 15 февруари 2003 в Милано) – италиански етномузиколог и професор
- Мария Луиза Дзери (Maria Luisa Zeri, 19 декември 1928 – 26 септември 2015 пак там) – италианско сопрано
- Рикардо Филипи (Riccardo Filippi, 25 януари 1931 – 21 април 2015 в Лесоло) – италиански колоездач-професионалист (1953 – 1960), световен шампион сред аматьорите в Лугано през 1953 г.
- Магда Оливети (Magda Olivetti, 1 юни 1935 – 25 април 2020 във Флоренция) – италианска преводачка, германистка и физичка
- Фернанда Контри (Fernanda Contri, 21 август 1935) – италианска адвокатка, магистрат и политик
- Масимо Луиджи Салвадори (Massimo Luigi Salvadori, 23 септември 1936) – италиански историк и политик
- Джорджо Де Роси (Giorgio De Rossi, 9 октомври 1940) – бивш италиански футболист вратар
- Гуидо Бурбати (Guido Burbatti, 30 април 1945) – италиански психиатър и психотерапевт, представител на системния модел за семейна терапия познат като Milan Approach или „Миланска школа“
- Алесандра Галанте Гароне (Alessandra Galante Garrone, 3 април 1945 – 24 март 2004 в Болоня) – италианска театрална актриса, танцьорка и преподавателка по драматургия
- Маги Бетам (Magui Bétemps, 8 януари 1947 – 19 ноември 2005 в Аоста) – италианска певица и авторка на песни
- Мауро Салидзони (Mauro Salizzoni, 14 април 1948) – италиански медик и университетски професор
- Мариела Грамаля (Mariella Gramaglia, 4 май 1949 – 15 октомври 2014 в Рим) – италианска жена политик от левицата
- Антонела Тарпино (Antonella Tarpino, 12 юли 1953) – италианска историчка и есеистка
- Ецио Каването (Ezio Cavagnetto, 5 октомври 1954) – бивш италиански футболист нападател
- Серджо Ферентино (Sergio Ferrentino, 7 август 1956) – италиански режисьор, радиоводещ, театрален, телевизионен и радио актьор, преподавател, продуцент и режисьор на радиопиеси
- Серджо Рицо (Sergio Rizzo, 7 септември 1956) – италиански журналист, есеист и политик
- Роберто Акорнеро (Roberto Acconero, 9 март 1957) – италиански актьор и дубльор, играе ролята на кап. Даниеле Алоизи в телевизионния сериал „Маршал Рока“ (Il maresciallo Rocca)
- Фабрицио Пезандо (Fabrizio Pesando, 23 януари 1958)– италиански археолог, преподавател и есеист
- Маурицио Ди Маджо (Maurizio Di Maggio, 14 май 1959) – италиански радиоводещ и диджей
- Корадо Ариаудо (Corrado Ariaudo, 26 февруари 1960) – италиански предприемач
- Даниеле Гас, псевдоним на Даниеле Мафей (Daniele Gas, pseudonimo di Daniele Maffei, 5 април 1960) – италиански диджей, музикален продуцент и фотограф
- Джовани Кьотинг (Giovanni Koetting, 10 март 1962) – италиански футболен треньор и бивш футболист полузащитник
- Мауро Маринело (Mauro Marinello, 1 ноември 1962) – италиански телевизионен режисьор
- Масимо Барбиеро (Massimo Barbiero, 1963) – италиански барабанист, перкусионист и композитор
- Андреа Бермон Дез Амоброа (Andrea Bermond Des Ambrois, 4 октомври 1964) – италиански фехтовач
- Мария Вирджиния Тирабоски (Maria Virginia Tiraboschi, 5 юли 1965) – италианска жена политик, сенаторка (от 23 март 2018)
- Фулвия Стевенин (Fulvia Stevenin, 18 поктомври 1965) – бивша италианска алпийска скиорка
- Федерико Бонадона (Federico Bonadonna, 24 юли 1966) – италиански писател и антрополог
- Николао Форненго (Nicolao Fornengo, 20 ноември 1966) – италиански физик, професор в Торинския университет, специалист по космология, физика на неутрините и астрочастиците
- Паоло Ди Сарно (Paolo Di Sarno, 1 юни 1968) – италиански футболен треньор и бивш футболист вратар
- Фабрицио Дзаноти (Fabrizio Zanotti, 4 септември 1969) – италиански певец, музикант, автор на песни
- Джулиано Панути (Giuliano Pannuti, 15 юли 1973) – италиански сценограф и костюмист
- Симоне Малузà (Simone Malusà, 26 януари 1974) – бивш италиански сноубордист
- Давиде Казаледжо (Davide Casaleggio, 14 януари 1976) – италиански политик, един от основателите на Движение „5 звезди“
- Паола Паджи (Paola Paggi, 6 декември 1976) – бивша италианска волейболистка, централна нападателка
- Ариана Фернанда Фолис (Arianna Fernanda Follis, 11 ноември 1977) – бивша италианска ски бегачка и алпийска скиорка
- Анализа Череза (Annalisa Ceresa, 17 март 1978) – бивша италианска скиорка в ски алпийски дисциплини
- Джанлука Комото (Gianluca Comotto, 16 октомври 1978) – италиански спортен мениджър и бивш футболен защитник
- Козмо, псевдоним на Марко Якопо Бианки (Cosmo, pseudonimo di Marco Jacopo Bianchi, 19 февруари 1982) – италиански певец, диджей и музикален продуцент
- Роберто Тардито (Roberto Tardito, 7 март 1984) – италиански музикант, певец и автор на песни
- Джанлука Нико (Gianluca Nicco, 10 август 1988) – италиански футболист, централен защитник на Пиаченца
- Кевин Оджиаку (Kevin Ojiaku, 20 април 1989) – италиански спринтьор
- Грета Лоран (Greta Laurent, 3 май 1992) – италианска ски бегачка
- Джулия Грасино (Giulia Grassino, 23 март 1995) – италианска футболистка, нападателка на Атлетико Ористано.
- Марио Лоренцо Франчезе (Mario Lorenzo Francese, 1998) – продуцент и музикант, член на група „Санти Франчези, победители на Икс Фактор Италия през 2022 г.

## Починали в Ивреа
- Тадей Макарти (Taddeo McCarthy, на ирландски Tadhg Mac Cárthaigh, ок. 1455 в Западен Корк, Ирландия – 24 октомври 1492) – католически ирландски епископ, погребан в Катедралата на Ивреа; блажен на Католическата църква от 1896 г.
- Адриан Йоан Амадей Савойски (Adriano Gianni Amedeo di Savoia, 11 декември 1522 – 10 януари 1523), принц на Пиемонт, син на 9-ия херцог на Савоя Карл III (Карл II) Савойски
- Джузепе Рива (Giuseppe Riva, 4 ноември 1834 – 10 ноември 1916) – италиански художник, известен с исторически картини, пейзажи и портрети
- Джузепе Фиета (Giuseppe Fietta, 6 ноември 1883 в Ивреа – 1 октомври 1960) – италиански кардинал
- Емануеле Гарда (Emanuele Garda, 7 август 1890 в Елкорн – 12 декември 1970) – италиански колоездач
- Филипо Бурцио (Filippo Burzio,16 февруари 1891 в Торино – 25 януари 1948) – италиански журналист, математик и политолог
- Отоне Розай (Ottone Rosai, 28 април 1895 във Флоренция – 13 май 1957) – италиански художник
- Джанбатиста Джили (Gianbattista Gilli, 17 януари 1896 в Пинероло – 12 май 1971) – италиански колоездач
- Уго Федели, с псевдоними Хюго Трени и Дж. Ренти (Ugo Fedeli, 8 май 1898 в Милано – 10 март 1964) – италиански анархист и антифашист
- Джино Леви Мартиноли (Gino Levi Martinoli, 19 март 1901 във Флоренция – 25 декември 1996) – италиански мениджър, основател на Censis
- Масимо Оливети (Massimo Olivetti, 26 февруари 1902 – 20 февруари 1949 пак там) – италиански предприемач, син на Камило Оливети
- Джани Оберто Тарена (Gianni Oberto Tarena, 9 септември 1902 в Бросо – 12 януари 1980) – италиански адвокат и политик
- Уго Макиералдо (Мак) (Ugo Macchieraldo, detto Mac, 18 юли 1909 в Каваля – 2 февруари 1945) – италиански офицер и партизанин с множество медали от Кралската авиация, участник във Втората световна война
- Ренато Шабо (Renato Chabod, 28 юли 1909 в Аоста – 1990) – италиански политик, адвокат и алпинист, сенатор (1958 – 1968)
- Карло Брицолара (Carlo Brizzolara, 3 май 1911 в Ночето – 24 октомври 1986) – италиански писател и журналист
- Итало Тибалди (Italo Tibaldi, 16 май 1927 в Пинероло – 13 октомври 2010) – италиански евреин, оцелял от концлагерите на Маутхаузен и Ебензее
- Мария Луиза Дзери (Maria Luiza Zeri, 19 декември 1928 в Ивреа – 26 септември 2015) – италианска певица сопран
- Лаура Адриана Оливети (Laura Adriana Olivetti, 6 декември 1950 в Торино – 19 декември 2015) – италианска психоложка и филантропка, дъщеря на Адриано Оливети

## Свързани с Ивреа
- Анскар I (? – ок. март 902) – 1-ви маркграф на Ивреа (888 – 902)
- Адалберт I Богатия (ок. 902 – 923) – маркграф на Ивреа, съосновател на Иврейската династия
- Беренгар II от Ивреа (ок. 900 – 6 август 966) – крал на Италия (950 – 961)
- Адалберт II (936 – 30 април 971) – крал на Италия (950 – 961), брои се към националните крале
- Гидо (Видо) (940 – 25 юни 965) – маркграф на Ивреа (950 – 965)
- Конрад (? – 1001) – маркграф на Ивреа (965 – 1001) – херцог на Сполето и Камерино (996 – 1001)
- Ардуин Дидонски или Ардуин от Помбия, по-известен като Ардуин от Ивреа (955 Помбия – 14 декември 1015 Абатство Фрутуария) – маркграф на Ивреа (990 – 999) и крал на Италия (1002 – 1014)
- Ардуин II или Ардицин († ок. 1050) – маркграф на Ивреа (1029)
- Алберто Гондзага (ок. 1260 Мантуа – 1 декември 1321) – италиански католически епископ, блажен на Католическата църква, епископ на Ивреа (13 март 1289 – ок. 1322)
- Джовани Стефано Фереро (Giovanni Stefano Ferrero, 5 май 1474 в Биела – 5 октомври 1510 в Рим) – италиански католически кардинал и епископ, епископ на Ивреа (5 ноември 1509 – 5 октомври 1510)
- Бонифачо Фереро (Bonifacio Ferrero, 1476 в Биела – 2 януари 1543 в Рим) – италиански католически кардинал и епископ, епископ на Ивреа (28 юли 1497 – 5 ноември 1509)
- Филиберто Фереро (Filiberto Ferrero, 1500 в Биела – 14 август 1549 в Рим) – италиански католически кардинал, епископ и дипломат, епископ на Ивреа (17 май 1518 – 14 август 1549)
- Франческо Лузерна Роренго ди Рорà (Francesco Luserna Rorengo di Rorà, 11 ноември 1732 в Кампильоне – 14 март 1778 в Торино) – италиански католически архиепископ, епископ на Ивреа (9 юли 1764 – 14 март 1768)
- Джузепе Мария Пиетро Грималди (Giuseppe Maria Pietro Grimaldi, 3 януари 1754 в Монкалиери – 1 януари 1830 във Верчели) – италиански католически архиепископ, епископ на Ивреа (1 февруари 1805 – 1 октомври 1817)
- Агостино Ришелми (Agostino Richelmy, 29 ноември 1850 в Торино – 10 август 1923 пак там) – италиански католически кардинал и архиепископ, епископ на Ивреа (7 юни 1886 – 18 септември 1897)
- Давиде Рикарди (Davide Riccardi, 22 август 1833 в Биела – 20 май 1897 в Торино), италиански католически архиепископ, епископ на Ивреа (15 юли 1878 – 7 юни 1886)
- Луиджи Бетаци (Luigi Bettazzi, 26 ноември 1923 в Тревизо) – италиански католически епископ, почетен епископ на Ивреа (26 ноември 1966 – 20 февруари 1999)
- Ариго Мильо (Arrigo Miglio, 18 юли 1942 в Сан Джорджо Канавезе) – италиански католически архиепископ, епископ на Ивреа (20 февруари 1999 – 25 февруари 2012)
- Едоардо Алдо Черато (Edoardo Aldo Cerrato, 13 октомври 1949 в Асти) – италиански католически архиепископ, епископ на Ивреа (28 юли 2012)